# Vitplätt
Vitplätt (Chaetoderma luna) är en svampart som först beskrevs av Romell ex D.P. Rogers & H.S. Jacks., och fick sitt nu gällande namn av Erast Parmasto 1968. Chaetoderma luna ingår i släktet Chaetoderma och familjen Stereaceae.   Inga underarter finns listade i Catalogue of Life.
I den svenska databasen Dyntaxa används istället namnet Chaetodermella luna för samma taxon.  Arten är reproducerande i Sverige.